# Agrostis novogaliciana
Agrostis novogaliciana é uma espécie de gramínea do gênero Agrostis, pertencente à família Poaceae.